# Sandjema Batouli
Sandjema Batouli (* 20. Januar 1982) ist eine ehemalige komorische Leichtathletin, die sich auf den Sprint spezialisiert hatte.

## Biografie
Sandjema Batouli trat bei den Olympischen Spielen 2000 in Sydney im Wettkampf über 100 Meter an, schied jedoch im Vorlauf aus.